# Александрюк, Виктор Ильич
Ви́ктор Ильи́ч Александрю́к (30 сентября 1922, Курск — 11 сентября 1991, Курск) — советский лётчик-истребитель, в годы Великой Отечественной войны — гвардии старший лейтенант, командир звена 176-го гвардейского истребительного авиационного полка 16-й воздушной армии 1-го Белорусского фронта, Герой Советского Союза, капитан.
За время своей службы, совершил 252 боевых вылета, для сопровождения бомбордировщиков, прикрытия наземных войск и охоты на самолёты, провёл 69 воздушных боёв и сбил лично, 15 вражеских самолётов, 4 в составе группы, среди которых были один ХШ-126, семь ФВ-190, четыре МЕ-109, один Ю-88, два МЕ-110, ни разу не был сбит, поломок и аварий не имел.
Отличался умением найти противника, распознать его манёвр, внезапно нападал и уничтожал. Не боялся численного превосходства противника. Смело шел в бой и выходил из него победителем. Считался стойким, мужественным лётчиком.
Был самым молодым участником войны на начальном этапе, что бы попасть авиашколу, он приписал себе один год. Единственный среди лётчиков-истребителей Героев Советского Союза, кто так и не вступил в партию. Принимал участие в обороне Ленинграда.

## Биография
Родился 30 сентября 1922 года в городе Курск в семье рабочего.. В 1940 году окончил 10 классов школы № 7 г. Курска. Учился летать в Курском аэроклубе.
При призыве в армии в 1940, приписал себе один год, так-как на тот момент, ему ещё не было 18 лет. В Красной Армии с июня 1940 года.
В 1941 году окончил Чугуевскую военную авиационную школу лётчиков. Служил в строевых частях ВВС (Приволжский военный округ).
Участник Великой Отечественной войны. С июня 1941 до мая 1942 — лётчик 13-й отдельной истребительной авиационной эскадрильи (ПВО г. Сызрани); с мая по октябрь 1942 — лётчик 171-го истребительного авиационного полка (Брянский фронт), с марта по октябрь произвёл 98 боевых вылетов. Провёл 30 воздушных боёв, сбил два самолёта, один Ю-88, один Мe-109, а в группе сбил еще четыре самолета. Участвовал в обороне Тулы и Воронежа.
С декабря 1942 до мая 1945 — лётчик, командир звена 19-го (с августа 1944 года — 176-го гвардейского) истребительного авиационного полка (Воронежский, 1-й Украинский и 1-й Белорусский фронты). Участвовал в Острогожско-Россошанской и Воронежско-Касторненской операциях, в освобождении Правобережной Украины, Белоруссии, Прибалтики и Польши, в штурме Берлина. К маю 1945 года совершил более 300 боевых вылетов на истребителях МиГ-3, Ла-5 и Ла-7, провёл более 70 воздушных боёв, в которых сбил лично 15-21 и в составе группы 3 самолёта противника. С 1943 года ведомым у  Александрюка летал Герой Советского Союза А. Ф. Васько. Сам был ведомым у Героя Советского Союза Ивана Вишнякова.

Указом Президиума Верховного Совета СССР от 29 июня 1945 года за мужество и героизм, проявленные в боях, гвардии старшему лейтенанту Александрюку Виктору Ильичу присвоено звание Героя Советского Союза с вручением ордена Ленина и медали «Золотая Звезда» (№ 7696).

После войны продолжал службу в строевых частях ВВС (в Московском военном округе, на Дальнем Востоке), командовал авиаэскадрильей. В 1950 году был  китае для участия в войне в Северной Корее, против авиации ВВС США, однако тяжело заболел и в вылетах не участвовал.  С 1951 года служил заместителем командира авиаэскадрильи в Прикарпатском военном округе. С июня 1953 года капитан  Александрюк — в запасе. Жил в Курске, долгое время работал начальником автовокзала. Умер 11 сентября 1991 года и был похоронен на Никитском кладбище. Из родственников известно лишь о, племяннике изобретателе Тутове Арнольде Леонидовиче, внучатых племянниках Тутовой Виктории Арнольдовне и Тутове Леониде Арнольдовиче докторе философских наук, профессоре кафедры философии и методологии экономики Экономического факультета МГУ им. М.В. Ломоносова.

## Отзывы современников
По словам летчика истребителя, генерала-майора авиации Сергея Макаровича Крамаренко:
Совершенно другими были лётчики Виктор Александрюк и его ведомый Саша Васько. Есть такое понятие - «Прирожденный лётчик». Говорят это о людях с выдающимися лётными данными. Так вот, Витя Александрюк в самолёте чувствовал себя лучше, чем на земле. В каждом ремесле есть степень мастерства - если хотите искусства. Александрюк был мастером своего дела, чуть ли не артистом. Весь его полёт от взлёта до посадки проходил в стремительном темпе. Общительный и весёлый, Виктор Александрюк обладал неиссякаемым чувством юмора. Многие лётчики побаивались его метких словечек. Между прочим, именно ему я обязан своим то ли позывным то ли прозвищем «Байда». 
Иван Никитович Кожедуб вспоминал следующее:
Вот и еще старый знакомый, Виктор Александрюк. Он тоже окончил наше училище. Оказывается в паре с Васько, он летал с 1943 года. Он - ведущий, Васько - ведомый. Верно говорят: Куда лётчик не полетит, всюду старого товарища встретит, говорил я крепко пожимая лётчикам руки.

## Награды
- Медаль «Золотая Звезда» Героя Советского Союза (№ 7696)
- Орден Ленина (1945)
- Три ордена Красного Знамени (1943, 1944, 1945)
- Орден Отечественной войны I степени (1985)
- Орден Красной Звезды (1948)
- Медали (в том числе медаль «За отвагу» (1944))

## Память
- Похоронен на Никитском кладбище в Курске.[4]
- В Курске на доме, в котором жил Герой, установлена мемориальная доска.[4]